# Juhász József (író)
Juhász József (Szentistván, 1920. május 27. –) író, szerkesztő.

## Élete
Gyermek- és ifjúkorát szegénység és napi megélhetési gondok jellemezték. Az 1950-es évek elején az Eötvös Loránd Tudományegyetemen irodalom szakon két és fél évet tanult, majd koholt vádak alapján eltávolították.
Az 1956-os forradalom után Nyugatra menekült, Kanadában, Torontóban telepedett le. 1957-től Olympia Refrigeration Manufacturing Co. Ltd. néven önálló vállalkozást vezetett.
Tanítójának, követendő mesterének a realista írót, Szabó Pált tekintette; nagy hatással voltak rá Illyés Gyulával való találkozásai. Főleg elbeszéléseket írt; emigráns lapokban publikált. A Kanadai Magyar Írók Szövetségének több irodalmi antológiáját szerkesztette.
1969-től a Szövetség tagja, 1971 és 1974 között titkára, 1975-től 1981-ig elnöke, a Krónika szerkesztőbizottságának tagja volt.

## Művei
- Idegen partok között. Elbeszélések; szerzői, Toronto, 1972 (Kanadai magyar írók)
- Ablaknyitás. Elbeszélések; Kanadai Magyar Írók, Toronto, 1974
- Határok nélkül. Válogatás a Kanadai Magyar Írók Szövetsége utóbbi irodalmi pályázatán díjazott és kitüntetett legjobb alkotásokból; vál., szerk. Juhász József; KMISZ, Toronto, 1979
- Éledő őrtűz. Válogatás a Kanadai Magyar Írók Szövetsége tagjainak munkáiból; vál., szerk. Juhász József; KMISZ, Toronto, 1980
- Szabadon. Válogatás a Kanadai Magyar Írók Szövetsége tagjainak műveiből, az ötvenhatos magyar forradalom negyedszázados évfordulója alkalmából; fel. szerk. Juhász József; KMISZ, Toronto, 1981

## Szakirodalom
- Tűz Tamás (Új Európa 1973/4.)